# Михаљ Серво
Михаљ Серво (Велики Бечкерек, 6. децембар 1900 — Јајинци, код Београда, 19. септембар 1941) био је учесник Народноослободилачке борбе и народни херој Југославије.

## Биографија
Рођен је 6. децембра 1900. године у Великом Бечкереку где постоји Кућа народног хероја Серво Михаља. Потиче из сиромашне занатлијске породице. Већ 1920. године је приступио синдикалном покрету, и као радник у кројачкој задрузи у Великом Бечкереку организовао раднике, а ускоро је постао и синдикални функционер у граду. Исте године је примљен и у Комунистичку партију Југославије.
Године 1924. је изабран за члана Месног комитета партије у Великом Бечкереку. Као члан Месног комитета партије и синдикални функционер, Серво је имао одлучујући утицај на Независне синдикате у граду, и преко ове организације спроводио партијску линију. Године 1928. Серво је изабран за члана Обласног комитета КПЈ за Банат, чиме је проширио своју активност и у друге крајеве Баната. Годину раније, партијска организација делегирала га је на прославу Првог маја у Москви.
Средином 1929. године дошло је до хапшења комуниста у Банату. У јулу био је ухапшен и Михаил Серво и осуђен од Суда за заштиту државе на десет година робије, које је провео у затвору у Сремској Митровици.
У свој град се вратио 1939. године. Под руководством Жарка Зрењанина, био је већ обновљен и Покрајински комитет Партије који је прихватио Серва, и ускоро му поверио дужност политичког секретара Окружног комитета Партије за северни Банат. На Шестој покрајинској конференцији био је изабран за члана Покрајинског комитета Партије и за делегата на Петој земаљској конференцији КПЈ, на којој је, с још шесторицом војвођанских комуниста, активно учествовао.
У устаничким данима Михаил се налазио на најодговорнијим партијским дужностима. Најуже је сарађивао са Жарком Зрењанином и Тозом Марковићем који су, у априлским данима 1941. године, преместили седиште ПК КПЈ из Новог Сада у Петровград. Серво је за кратко време обезбедио услове за рад члановима Покрајинског комитета и Штаба партизанских одреда Војводине, организованом у јулу. Задржао је своје политичке функције, али је активно радио и на војном организовању Обилазио је Среске комитете, одржавао састанке, формирао војне десетине, ударне и диверзантске групе.
За кратко време, већ у јулу 1941. године, у северном Банату били су формирани Петровградски, Меленачки, Куманачки, Мокрински, Драгутиновачки, Кикиндски и Александровачко-карађорђевачки партизански одред који су ступили у акцију и извели већи број диверзија и напада на непријатељске објекте.
Рад Серва Михаља прекинула је издаја. Откривен је у једној од својих база у Петровграду, августа 1941. године. Још у граду је мучен, а онда пребачен у Београд, у Бањички логор, где је стрељан 19. септембра 1941. године.
Указом Президијума Народне скупштине ФНР Југославије 5. јула 1951. проглашен је за народног хероја.